# Phidippus purpuratus
Phidippus purpuratus es una especie de araña araneomorfa del género Phidippus, familia Salticidae. Fue descrita científicamente por Keyserling en 1885.
Habita en los Estados Unidos y Canadá.